# Predskazanje (strip)
Predskazanje je 672. redovna epizoda Zagora objavljena u svesci #204. u izdanju Veselog četvrtka. Na kioscima u Srbiji se pojavila 21. septembra 2023. Koštala je 350 din (3 €; 3,2 $). Imala je 94 strane.

## Originalna epizoda
Originalna sveska pod nazivom Il presagio objavljena je premijerno u #669. regularne edicije Zagora u izdanju Bonelija u Italiji 1. jula 2021. Epizodu je nacrtao Dela Monika Rafaele, a scenario napisao Rauh Jakopo. Naslovnu stranu je nacrtao Alesandro Pičineli. Cena sveske za evropskom tržištu iznosila je 4,9 €. 

## Kratak sadržaj
Prolog. London. U okrugu Vajtčapel, nepoznata osoba napada mladu ženu. Grac. U vili na periferiji Graca, grof se budi posle košmara i priča da je sanjao san da kao vampir ubija mladu ženu u Londonu. Kada se pogleda u ogledalo, u njemu ne može da vidi svoj lik.
Darkvud. Zagor nailazi na Tonku i nekoliko Indijanaca u šumi. Traže velikog medveda koji ubija životinje po šumi. Kada se spusti magla, Zagor nailazi na Rakošija, potom na veliki dvorac i groblje koje se nalazi oko njega. Na jednom od spomenika piše Frida Lang. Zagora najpre napadaju slepi miševi, a potom i džinovski grizli. Indijanci mu pristižu u pomoć, ali Zagor je ranjen i pada onesvešćen.

## Prethodno objavljivanje ove epizode
Ova epizoda već je objavljena u Srbiji u posebnoj edicija Zagora Odabrane priče pod nazivom Rakoši na stranama 3-96. Sveska je izašla 28.4.2022. kao #60.

## Prethodna i naredna epizoda
Prethodna sveska Zagora u okviru redovne edicije nosila je naslov Specijalni odred (#203), a naredna Londonske noći (#205).